# Jazz Forum
Jazz Forum — це європейський джазовий журнал, що базується у Варшаві. Він був заснований як щоквартальний журнал у 1964 році джазовим басистом Яном А. Бирчеком, який також став його головним редактором. Це був перший джазовий журнал, що публікувався за «залізною завісою» і дозволив польській культурі, попри комуністичний режим, проникнути на Захід. На думку Вілліса Коновера, джаз — це «музика свободи», і для тих, хто був позбавлений свободи, він став метафорою надії. На піку своєї популярності, наприкінці 1970-х років, «Jazz Forum» виходив польською, англійською та німецькою мовами та розповсюджувався у 103 країнах.
Павло Бродовський є нинішнім головним редактором. «Jazz Forum» виходить 8 разів на рік, і станом на 2012 рік його тираж становив приблизно 8 000 примірників. Спершу журнал публікувався виключно польською мовою. З 1967 по 1992 рік він виходив англійською, а з 1976 по 1981 рік — німецькою. У період з 1976 по 1981 роки тираж німецького видання досягав 16 000 примірників, але його довелося закрити через фінансові труднощі польського експортера.
У німецькомовній версії журналу публікувалися такі відомі автори, як Йоахім Ернст Берендт (який також писав для першого англомовного видання у 1967 році), Юрг Золотурнманн (кореспондент зі Швейцарії), Майк Зверін, Вілліс Коновер і Карл Ліппегаус. З 1976 року Берт Ноглік став німецьким кореспондентом для НДР. Як і інші версії журналу, німецьке видання зазвичай виходило раз на два місяці (номери 45–74).
Близько 1969 року «Jazz Forum» став офіційним виданням Європейської джазової федерації. У 1970 році журнал мав кореспондентів у Австрії, Бельгії, Чехословаччині, Фінляндії, Франції, Німецькій Демократичній Республіці (Східна Німеччина), Федеративній Республіці Німеччини (Західна Німеччина), Великій Британії, Угорщині, Норвегії, Румунії, Іспанії, Швейцарії та Югославії. Того ж року його розповсюджували B.K.W.Z. (Ruch) з Варшави та Buch Hansa з Гамбурга. На сьогодні «Jazz Forum» розповсюджується через Empik і отримував фінансування від Міжнародної музичної ради.
Вольфрам Кнауер назвав «Jazz Forum» одним із найважливіших джазових видань 1970-х і 1980-х років.